# 1900年パリオリンピックのオランダ選手団
1900年パリオリンピックのオランダ選手団（1900ねんパリオリンピックのオランダせんしゅだん）は、1900年5月14日から10月28日にかけてフランスの首都パリで開催された1900年パリオリンピックのオランダ選手団、およびその競技結果。

## 概要
今大会は銀メダル1個、銅メダル3個の合計6個のメダルを獲得した。

## メダル
| メダル | 選手名             | 競技 | 種目           |
| ------ | ------------------ | ---- | -------------- |
| 銅     | ヨハンズ・ドロスト | 競泳 | 男子200m背泳ぎ |